# Sporophila
Genre

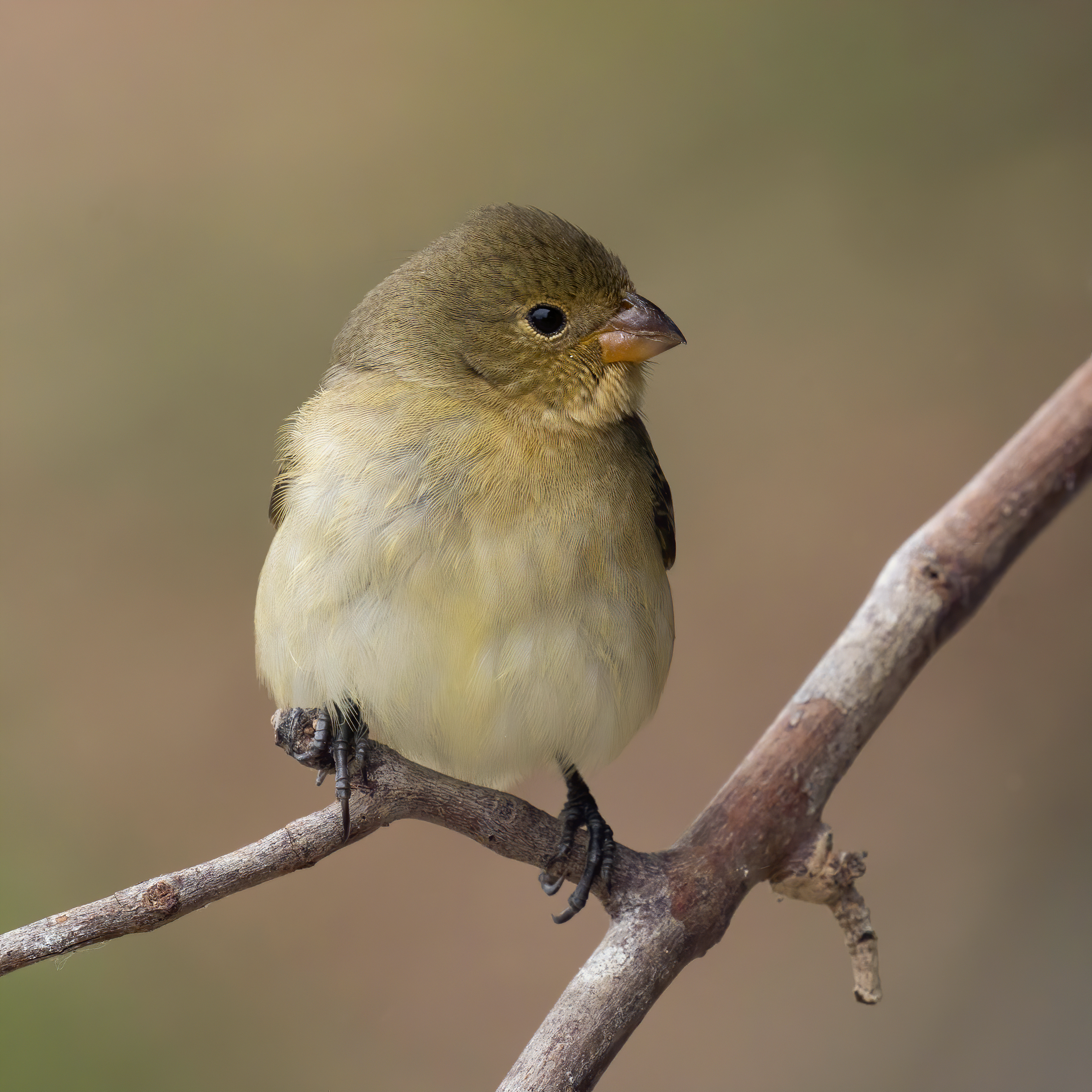
Une sporophila femelle, dans le Pantanal au Brésil. Septembre 2015.

Sporophila est un genre de passereaux de la famille des Thraupidae.

## Liste d'espèces
Selon la classification de référence du Congrès ornithologique international (version 14.1, 2024) :
- Sporophila bourvonides – Sporophile faux-bouvron
- Sporophila lineola – Sporophile bouveron
- Sporophila torqueola – Sporophile à col blanc
- Sporophila morelleti – Sporophile de Morelet
- Sporophila corvina – Sporophile variable
- Sporophila intermedia – Sporophile intermédiaire
- Sporophila americana – Sporophile à ailes blanches
- Sporophila fringilloides – Sporophile à nuque blanche
- Sporophila luctuosa – Sporophile noir et blanc
- Sporophila caerulescens – Sporophile à col double
- Sporophila nigricollis – Sporophile à ventre jaune
- Sporophila ardesiaca – Sporophile de Dubois
- Sporophila funerea – Sporophile à bec fort
- Sporophila angolensis – Sporophile curio
- Sporophila nuttingi – Sporophile de Nutting
- Sporophila maximiliani – Sporophile de Maximilien
- Sporophila crassirostris – Sporophile crassirostre
- Sporophila atrirostris – Sporophile à bec noir
- Sporophila schistacea – Sporophile ardoisé
- Sporophila falcirostris – Sporophile de Temminck
- Sporophila frontalis – Sporophile à front blanc
- Sporophila plumbea – Sporophile gris-de-plomb
- Sporophila beltoni – Sporophile de Belton
- Sporophila collaris – Sporophile à col fauve
- Sporophila albogularis – Sporophile à gorge blanche
- Sporophila leucoptera – Sporophile à ventre blanc
- Sporophila peruviana – Sporophile perroquet
- Sporophila telasco – Sporophile télasco
- Sporophila simplex – Sporophile simple
- Sporophila castaneiventris – Sporophile à ventre châtain
- Sporophila minuta – Sporophile petit-louis
- Sporophila bouvreuil – Sporophile bouvreuil
- Sporophila nigrorufa – Sporophile noir et roux
- Sporophila hypoxantha – Sporophile à ventre fauve
- Sporophila ruficollis – Sporophile à gorge sombre
- Sporophila ibearensis – Sporophile d'Ibera
- Sporophila pileata – Sporophile à ceinture perle
- Sporophila hypochroma – Sporophile à croupion roux
- Sporophila cinnamomea – Sporophile cannelle
- Sporophila palustris – Sporophile des marais
- Sporophila melanogaster – Sporophile à ventre noir

Trois espèces ont été supprimées :
- S. insulata Chapman, 1921 - Sporophile de Tumaco, maintenant considérée comme une simple sous-espèce de S. telasco
- S. melanops (Pelzeln, 1870) - Sporophile de l'Araguaïa, considérée par beaucoup d'ornithologues comme un hybride ou un spécimen anormal de S. nigricollis
- S. zelichi, est considérée comme un simple morphe de couleur de Sporophila palustris.